# 托布中心
托布中心，是中华人民共和国新疆维吾尔自治区伊犁哈萨克自治州察布查尔锡伯自治县下辖的一个类似乡级单位。

## 行政区划
托布中心下辖以下地区：
托布村、柏尔哈舍里村、托海依村和巴音村。